# Ольбинская, Любовь Ильинична
Любовь Ильинична Ольбинская (1931—2007) — советский и российский терапевт, фармаколог, академик РАМН (1991).

## Биография
В 1955 году окончила лечебный факультет 1-го ММИ. Работала на кафедре госпитальной терапии 1-го ММИ. С 1991 года — заведующая кафедрой клинической фармакологии и фармакотерапии Московской медицинской академии им. И. М. Сеченова.
В 1999—2005 годах — заведующая кафедрой и директор клиники госпитальной терапии Московской медицинской академии им. И. М. Сеченова.
В 2000—2005 годах — главный терапевт Министерства здравоохранения Российской Федерации.
Является автором более 800 научных трудов, в том числе монографий, руководств, учебников и изобретений по проблемам клинической медицины, кардиологии и клинической фармакологии лекарственных средств, используемых при лечении основных сердечно-сосудистых заболеваний.
Избиралась председателем секции клинической фармакологии Всероссийского общества кардиологов и членом правления Международного общества «Артериальная гипертония и общество», являлась председателем комиссии по сердечно-сосудистым препаратам Государственного фармакологического комитета Министерства здравоохранения РФ и членом редколлегии журналов «Рациональная фармакотерапия в кардиологии», «Клиническая фармакология и фармакотерапия», «Сердце», «Сердечная недостаточность».
Похоронена в Москве на Борисовском кладбище (уч. 2).